# Xiaocheng, Fujian
Xiaocheng (kinesiska: 筱埕) är en köping i sydöstra Kina. Den ligger i Lianjiang härad i provinshuvudstaden Fuzhou i provinsen Fujian, omkring 54 kilometer nordost om centrala Fuzhou. Antalet invånare är 25 825. Befolkningen består av 12 510 kvinnor och 13 315 män. Barn under 15 år utgör 15,0 %, vuxna 15-64 år 75 %, och äldre över 65 år 8,0 %.